# Eliane Saholinirina
Marie Eliane Saholinirina (sinh ngày 20 tháng 3 năm 1983 tại Betsihaka) là một vận động viên Malagasy, chuyên về môn trượt dốc 3000 mét. Cô đã thi đấu cho Madagascar tại Thế vận hội Mùa hè 2012 không đủ điều kiện vào vòng bán kết.
Cô đã tham gia cuộc thi trượt dốc 3000 m tại Thế vận hội Mùa hè 2016 ở Rio de Janeiro. Cô đã hoàn thành thứ 11 trong sự nóng bỏng của mình với thời gian 9: 45,92 và không đủ điều kiện cho trận chung kết. Cô là người cầm cờ cho Madagascar trong Cuộc diễu hành của các quốc gia.

## Thành tích giải đấu
| Năm                     | Giải đấu                     | Địa điểm                   | Thứ hạng                | Nội dung                | Chú thích               |
| Representing Madagascar | Representing Madagascar      | Representing Madagascar    | Representing Madagascar | Representing Madagascar | Representing Madagascar |
| ----------------------- | ---------------------------- | -------------------------- | ----------------------- | ----------------------- | ----------------------- |
| 2001                    | African Junior Championships | Réduit, Mauritius          | 7th                     | 800 m                   | 2:16.42                 |
| 2001                    | African Junior Championships | Réduit, Mauritius          | 3rd                     | 1500 m                  | 4:24.76                 |
| 2006                    | African Championships        | Bambous, Mauritius         | 11th (h)                | 800 m                   | 2:10.39                 |
| 2007                    | All-Africa Games             | Algiers, Algeria           | 9th (h)                 | 800 m                   | 2:08.03                 |
| 2007                    | World Championships          | Osaka, Japan               | 36th (h)                | 800 m                   | 2:06.57                 |
| 2009                    | World Championships          | Berlin, Germany            | 35th (h)                | 1500 m                  | 4:16.63                 |
| 2010                    | World Indoor Championships   | Doha, Qatar                | –                       | 1500 m                  | DNF                     |
| 2010                    | African Championships        | Nairobi, Kenya             | 12th                    | 1500 m                  | 4:25.60                 |
| 2010                    | African Championships        | Nairobi, Kenya             | 8th                     | 3000 m s'chase          | 10:33.56                |
| 2012                    | Olympic Games                | London, United Kingdom     | 41st (h)                | 1500 m                  | 4:19.46                 |
| 2013                    | World Championships          | Moscow, Russia             | 36th (h)                | 1500 m                  | 4:18.04                 |
| 2013                    | Jeux de la Francophonie      | Nice, France               | 5th                     | 3000 m s'chase          | 10:15.64                |
| 2014                    | World Indoor Championships   | Sopot, Poland              | 19th (h)                | 1500 m                  | 4:19.64                 |
| 2014                    | African Championships        | Marrakech, Morocco         | 8th                     | 3000 m s'chase          | 10:09.25                |
| 2015                    | World Championships          | Beijing, China             | 32nd (h)                | 1500 m                  | 4:19.54                 |
| 2016                    | African Championships        | Durban, South Africa       | 4th                     | 3000 m s'chase          | 9:44.50                 |
| 2016                    | Olympic Games                | Rio de Janeiro, Brazil     | 35th (h)                | 3000 m s'chase          | 9:45.92                 |
| 2017                    | World Championships          | London, United Kingdom     | 42nd (h)                | 1500 m                  | 4:23.56                 |
| 2018                    | World Indoor Championships   | Birmingham, United Kingdom | –                       | 1500 m                  | DNF                     |

## Thành tích cá nhân tốt nhất
Ngoài trời
- 800 mét - 2: 06.57 (Osaka 2007)
- 1500 mét - 4: 15,13 (Oordegem (Bel) 2016)
- Trượt dốc 3000 mét - 9: 44,50 (Durban 2016)

Trong nhà
- 800 mét - 2: 09,39 (Eaubonne 2010)
- 1000 mét - 2: 46,22 (Eaubonne 2012)
- 1500 mét - 4: 19,64 (Sốt 2014)